# ペーナ宮殿
ペーナ国立宮殿 （Palácio Nacional da Pena）は、ポルトガル・シントラにある宮殿。19世紀ロマン主義を象徴する建築として有名である。現在、国の文化財となっているペーナ宮殿は、1836年に女王マリア2世の王配フェルナンド2世により建てられた。十分な教育を受けた未来の王フェルナンド2世は、初めて山に登り旧フラデス・ヒエロニミタス修道院の廃墟を目にしたとき、すぐにシントラに一目惚れした。（旧修道院は、ジョアン2世時代にディオゴ・ボイタクにより建てられた物が原型で、すぐにマヌエル1世により、ジェロニモ修道会へ再び寄進し聖ペーナを讃えるという約束を実行するため岩山の上に修道院が再建された）。

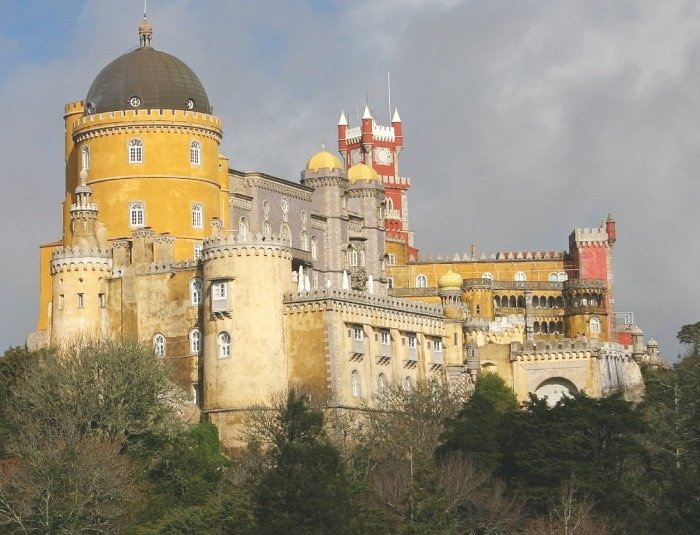
ペーナ宮殿

## 廃墟からの出発
1755年のリスボン地震が首都と周辺地域を荒廃させ、ペーナ修道院は廃墟と化した。しかし、ニコラウ・シャンテレネ作とみなされる大理石と雪花石膏でできた壮麗な祭壇背後の棚を備えた礼拝堂は、無傷であった。シントラの山頂に広がるこれらの残骸が、若いフェルナンドを驚愕させたのだった。1838年、カステロ・ドス・モウロス（ムーア人の城、という意味。かつてのムーア人の城の廃墟）と他いくつかのキンタス（別邸）のすぐ隣である旧修道院をフェルナンドは手に入れ、周辺を全て囲いで囲んだ。

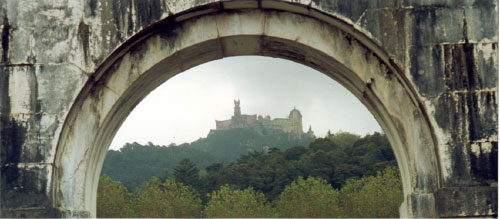
セテアイス宮からペーナ宮を眺める

フェルナンドは、空想的な夢を持っていた。古い修道院を再建し、シントラ滞在時にポルトガル王家が滞在する夏の離宮となる新しい部分を付け加えるのだと。ロマン主義的な再建命令が、陸軍中将であり採掘技師でもあったヴィルヘルム・ルートヴィヒ・フォン・エシュヴェーケに下された。宮殿全体はほぼ、巨大な岩々の上に壮大に立つ。
フェルナンドは、異国風の豊富な種類の樹木を植えてイギリス式公園をつくることを考えていた。このようにすると、公園とペーナ宮は魅惑的な王子と王女が登場する本の世界のようになる。宮殿のとっぴな様式は、バイエルン王ルートヴィヒ2世が建てたノイシュヴァンシュタイン城を見る者に思い起こさせる（ペーナ宮殿が建てられてから30年後に、このバイエルンの城は建設された）。この違う様式の模倣と組み合わせは成功したといえず、マヌエル様式の窓のとなりにムーア風の扉があるといった具合に、しばしば不思議なコントラストを描く。 
宮殿自体は贅を尽くした様式で、一風変わった建築様式の大量な動的効果がある。違う様式の混合は、ゴシック・リヴァイヴァル建築様式、ネオ・マヌエル様式、ネオ・イスラム様式、ネオ・ルネサンス様式、その他様式の中で示されている。例えばベレンの塔のようにゆるぎないポルトガル建築を参照すれば、当時の人々の嗜好が全て国際的に共通していたとわかる（19世紀の人々は異国風でロマンティックなものを好んだため）。
最も変化のある姿をした別個の対の番兵小屋、新スペイン・アラビック様式のタイルで不揃いに飾られたテラスなどが、顕著な要素である。トリトンの有名な像は、数人の作家によると「世界の創造」を象徴しているという。

## 屋内装飾

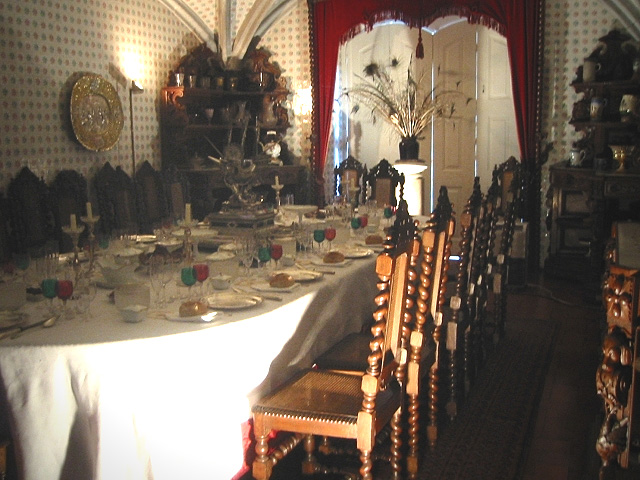
晩餐の間

ペーナ宮殿の屋内装飾は、王家の夏の離宮として整備された。すばらしいしっくい細工、トロンプ・ルイユの施された壁、19世紀以来の多種多様なタイルの外装が、おびただしい数の王家の美術品の一部となっている。
現在、ペーナ宮殿は一般に公開され、ユネスコ世界遺産の『シントラの文化的風景』の一部として登録されている。時には、ポルトガル共和国大統領と外国からの賓客の公的行事の場として使用される。
座標: 北緯38度47分16秒 西経9度23分26秒 / 北緯38.78778度 西経9.39056度